# Кинчиль (муниципалитет)
Кинчи́ль (исп. Kinchil) — муниципалитет в Мексике, штат Юкатан, с административным центром в одноимённом посёлке. Численность населения, по данным переписи 2010 года, составила 6571 человек.

## Общие сведения
Название Kinchil с майянского языка можно перевести как место бога Кинич, в честь которого была возведена пирамида Кинич-Какмо в Исамале.
Площадь муниципалитета равна 356 км², что составляет 0,89 % от общей площади штата, а наивысшая точка — 3 метра над уровнем моря, расположена в административном центре.
Он граничит с другими муниципалитетами Юкатана: на севере с Тетисом, на востоке с Самахилем, на юге с Чочолой и Машкану, и на западе с Селестуном.

## Учреждение и состав
Муниципалитет был образован в 1900 году, в его состав входит 5 населённых пунктов, самые крупные из которых:
| Код INEGI                  | Населённый пункт                                                                | Численность населения (2005 год) | Численность населения (2010 год) |
| -------------------------- | ------------------------------------------------------------------------------- | -------------------------------- | -------------------------------- |
| 044                        | Всего                                                                           | 5964                             | 6571                             |
| 0001                       | Кинчиль (исп. Kinchil) 20°54′58″ с. ш. 89°56′49″ з. д. (административный центр) | 5705                             | 6307                             |
| 0002                       | Тамчен (исп. Tamchén) 20°52′31″ с. ш. 89°55′55″ з. д.                           | 259                              | 257                              |
| —                          | Прочие                                                                          | —                                | 7                                |
| Названия на карте Генштаба |                                                                                 |                                  |                                  |

## Экономика
По статистическим данным 2000 года, работоспособное население занято по секторам экономики в следующих пропорциях:
- сельское хозяйство и скотоводство — 46,6 %;
- торговля, сферы услуг и туризма — 27,5 %;
- производство и строительство — 24,3 %;
- безработные — 1,6 %.

## Инфраструктура
По статистическим данным 2010 года, инфраструктура развита следующим образом:
- протяжённость дорог: 67,5 км;
- электрификация: 98,8 %;
- водоснабжение: 95,1 %;
- водоотведение: 40,4 %.

## Достопримечательности
В муниципалитете можно посетить храм Христа, построенный в XVI веке, а также бывшую асьенду Сан-Антонио, где производилось выращивание и переработка хенекена и сизаля.

## Фотографии

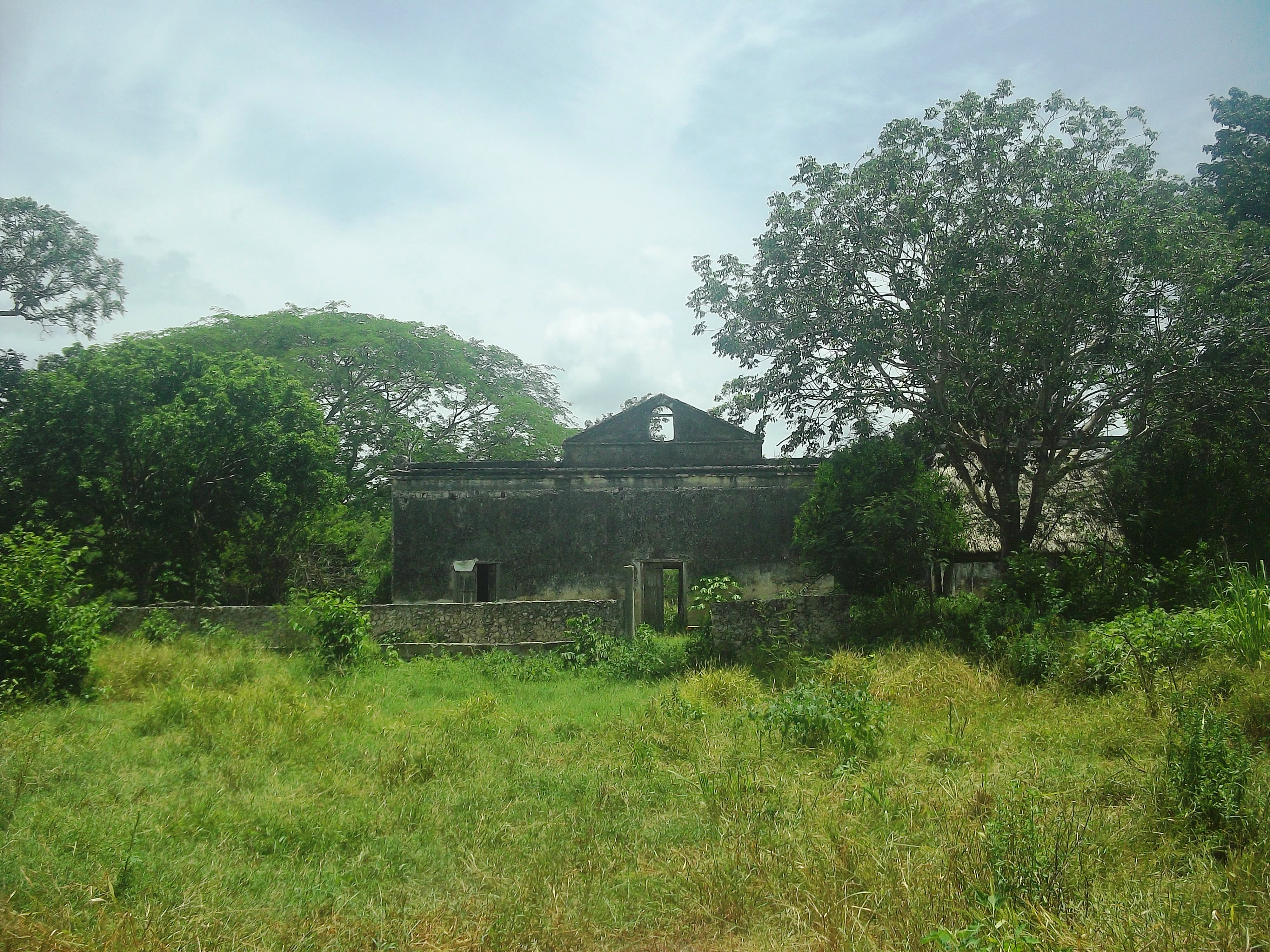
Заброшенная асьенда Белла-Флор
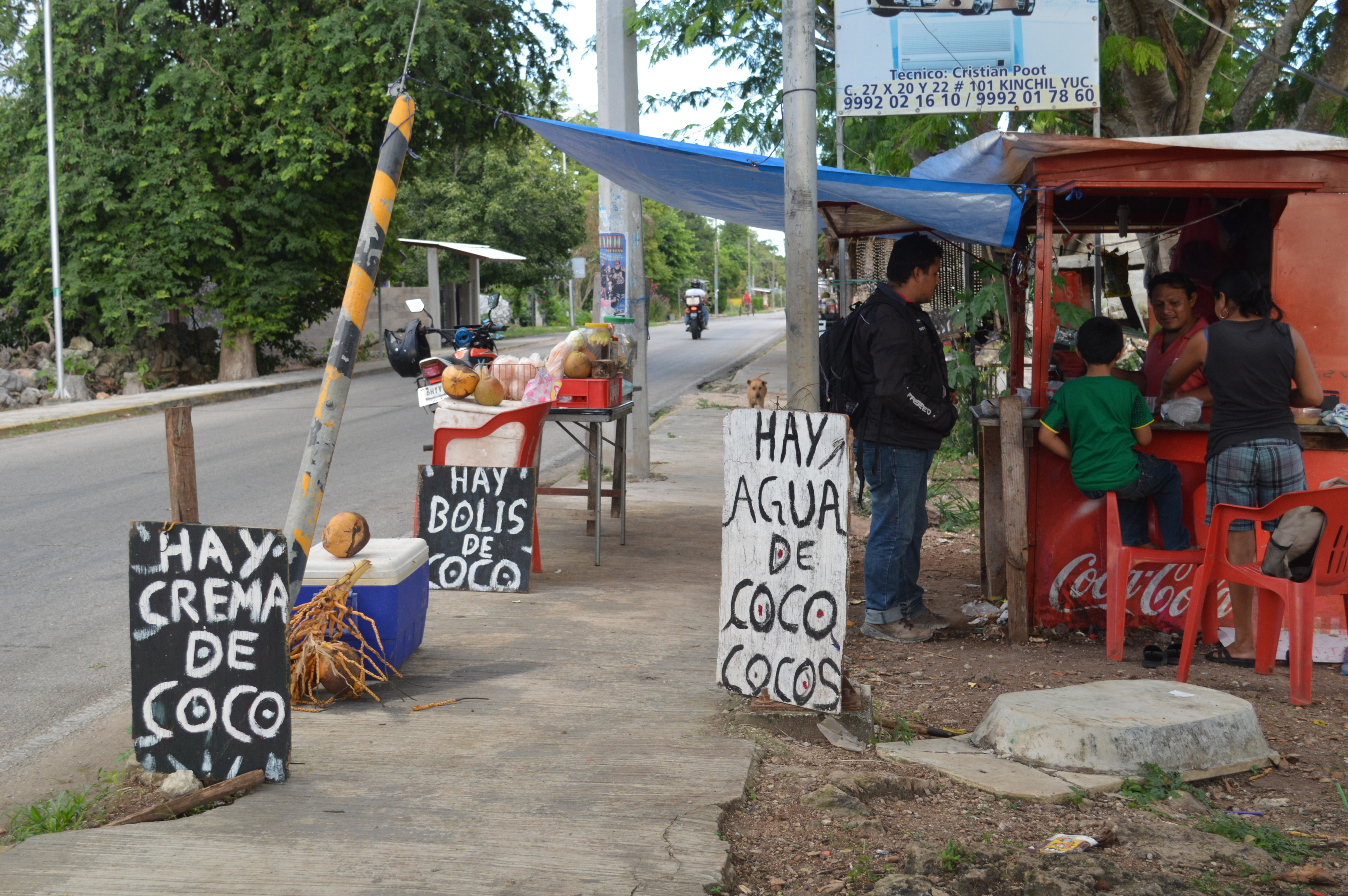
Придорожная торговля кокосами